# Petr Tichý
Petr Tichý (* 6. Mai 1971 in Karlsbad) ist ein tschechischer Filmproduzent.

## Karriere
In Australien studierte Tichý Filmproduktion sowie TV- und Filmmanagement. 2009 kam er als Leiter für internationale Film- und Fernsehprojekte zu Barrandov Studio und ist aktuell CEO und Vorstandsvorsitzender. Tichý konzentriert sich hauptsächlich auf internationale Projekte und Koproduktionen sowie auf die Entwicklung und Produktion eigener Projekte des Barrandov Studios.

## Werke
- 2018: Toman
- 2019: Na strese
- 2020: Charlatan